# Elio Castro
Elio Castro Guadarrama (n. San Juan Bautista Tuxtepec, Oaxaca, México, el 26 de julio de 1988) es un futbolista mexicano que juega como defensa central, actualmente se encuentra Sin Equipo.
Elio Castro comenzó su carrera en Tercera División con Cerveceros de Tuxtepec donde jugó como centrodelantero siendo por varias campañas el goleador del equipo bajo el mando del Director Técnico uruguayo Daniel Bartolotta, después Elio se unió a Santos Laguna y se convirtió en defensa central; posteriormente pasó a jugar con Loros de Colima, Dorados de Sinaloa, Xolos de Tijuana y su último equipo en México fueron los Bravos de Juarez.

## Estadísticas
Actualizado al último partido jugado el 13 de mayo de 2023.
| Loros de Colima · México                                | 3ª            | 2009-10       | 28  | 1 | -  | - | - | - | 28  | 1 |
| Loros de Colima · México                                | 3ª            | 2010-11       | 17  | 0 | -  | - | - | - | 17  | 0 |
| Loros de Colima · México                                | 3ª            | 2011-12       | 25  | 1 | -  | - | - | - | 25  | 0 |
| Loros de Colima · México                                | Total club    | Total club    | 70  | 2 | 0  | 0 | 0 | 0 | 70  | 2 |
| Dorados de Sinaloa · México                             | 2ª            | 2012-13       | 25  | 0 | 12 | 1 | - | - | 37  | 1 |
| Dorados de Sinaloa · México                             | 2ª            | 2013-14       | 5   | 1 | 5  | 0 | - | - | 10  | 1 |
| Dorados de Sinaloa · México                             | 2ª            | 2016-17       | 41  | 1 | -  | - | - | - | 41  | 1 |
| Dorados de Sinaloa · México                             | 2ª            | 2017-18       | 22  | 1 | 5  | 0 | - | - | 27  | 1 |
| Dorados de Sinaloa · México                             | Total club    | Total club    | 93  | 3 | 22 | 1 | 0 | 0 | 115 | 4 |
| C. Tijuana · México                                     | 1ª            | 2014          | 10  | 0 | -  | - | 2 | 0 | 10  | 0 |
| C. Tijuana · México                                     | 1ª            | 2014-15       | 8   | 0 | 7  | 0 | - | - | 15  | 0 |
| C. Tijuana · México                                     | 1ª            | 2015-16       | 10  | 0 | 11 | 1 | - | - | 21  | 1 |
| C. Tijuana · México                                     | Total club    | Total club    | 28  | 0 | 18 | 1 | 2 | 0 | 48  | 1 |
| FC Juárez · México                                      | 2ª            | 2018-19       | 25  | 0 | 3  | 0 | - | - | 28  | 0 |
| FC Juárez · México                                      | 1.ª           | 2019-20       | 16  | 0 | 7  | 0 | - | - | 23  | 0 |
| FC Juárez · México                                      | 1.ª           | 2020-21       | 4   | 0 | -  | - | - | - | 4   | 0 |
| FC Juárez · México                                      | Total club    | Total club    | 45  | 0 | 10 | 0 | 0 | 0 | 55  | 0 |
| Santa Tecla F. C. · El Salvador                         | 1ª            | 2021-22       | 18  | 1 | -  | - | - | - | 18  | 1 |
| Santa Tecla F. C. · El Salvador                         | 1ª            | 2022-23       | 13  | 1 | -  | - | - | - | 13  | 1 |
| Santa Tecla F. C. · El Salvador                         | Total club    | Total club    | 31  | 2 | 0  | 0 | 0 | 0 | 31  | 2 |
| Total carrera                                           | Total carrera | Total carrera | 267 | 7 | 50 | 2 | 2 | 0 | 319 | 9 |
| (1)Incluye datos de la Copa México. (2)Incluye datos de |               |               |     |   |    |   |   |   |     |   |

## Palmarés
| Título     | Club            | País   | Año  |
| ---------- | --------------- | ------ | ---- |
| Ascenso MX | Dorados Sinaloa | México | 2016 |